# Mitostoma carneluttii
Mitostoma carneluttii is een hooiwagen uit de familie aardhooiwagens (Nemastomatidae).